# Dirk Jan Henstra
Dirk Jan Henstra (Enkhuizen, 31 maart 1927 – Groningen, 12 mei 2016) is zich na zijn pensionering bezig gaan houden met het bestuderen van de middeleeuwse historie van Frisia. Dit mondde in 2000 uit in zijn proefschrift waarmee hij aan de Rijksuniversiteit Groningen (RuG) tot doctor in de Letteren promoveerde. Na zijn studie Economie begon hij einde jaren '50 zijn carrière bij verzekeringsmaatschappij de Nederlanden van 1848. Later was hij financieel directeur van uitgeverij Kluwer in Deventer. In die stad zette hij zich ook in voor het herstel van het vervallen Bergkwartier. Van 1977 tot en met 1989 was hij verbonden aan de RuG als lid van het College van Bestuur en van Sociaal Hoger Onderwijs Friesland (SHF).

## Proefschrift
Het proefschrift is gebaseerd op de wergeld-hypothese waarmee enkele historische en monetaire verschijnselen als het weergeld verklaard worden welke tot zover niet goed begrepen werden.
Gedurende de Middeleeuwen was Frisia grotendeels onafhankelijk. Dit bleek een goede gelegenheid om onveranderlijke indicatoren voor het voetlicht te brengen van ongeleide evolutie van economische instituties. Die van geld is daar een van. Frisia was de strook van natte gronden langs de Noordzeekust van het hedendaagse Nederland en Noord-Duitsland. Gedurende de Middeleeuwen was Frisia dus erg moeilijk te bereiken over land maar het had een strategische ligging voor handel over zee. Noch koningen of keizers noch andere heersers slaagden erin om de Friezen te onderwerpen. Er was in feite geen centrale autoriteit in Frisia die de natuurlijke ontwikkelingen van economie of recht kon 'verstoren'.

## Verder werk
In later werk kwamen onderwerpen aan de orde als de Lex Frisionum en de 17 Keuren.
In 2012 werd van zijn hand het boek, Friese graafschappen tussen Zwin en Wezer. Een overzicht van de grafelijkheid in middeleeuws Frisia (ca. 700-1200) gepubliceerd.

## Publicaties
- Friese graafschappen tussen Zwin en Wezer. Een overzicht van de grafelijkheid in middeleeuws Frisia (ca. 700-1200), bezorgd door Anne Tjerk Popkema, [Assen] 2012
- Fon Jelde. Opstellen van D.J. Henstra over middeleeuws Frisia, bezorgd door Anne Tjerk Popkema, Groningen 2010
- 'Nogmaals: De herkomst der Brunonen[dode link]', in: It Beaken 72 (2010), p. 1-5 (ook in: Fon jelde, p. 169-171)
- 'Het veengebied aan de overzijde van de Nagele', in: It Beaken 72 (2010), p. 7-18 (ook in: Fon jelde, p. 135-143)
- 'De Koninklijke oorkonde van 1057', in: R. Alma, H. Bolhuis, A. Galema, A. Rinzema en J. Tersteeg (red.), Winsum 1057-2007, Winsum-Obergum 2007, p. 89-104 (ook in: Fon jelde, p. 145-158)
- 'Het goudgeld van Groningen nader bekeken', in: Jaarboek voor Munt- en Penningkunde 93/94 (2006-2007), p. 203-254 (met J.C. van der Wis) (p. 203-231 ook in: Fon jelde, p. 285-310)
- 'Weergeld in de Friese landen. Hulpmiddel bij datering van teksten uit middeleeuws Frisia (600-1500)', in: It Beaken 68 (2006), p. 79-113 (ook in Fon jelde, p. 71-95)
- 'Jever, die Pionierstadt einer neufriesischen Währung?', in: Emder Jahrbuch für Landeskunde Ostfrieslands 85 (2005), p. 7-25 (Nederlandse versie in: Fon jelde, p. 207-223)
- 'De koninklijke adelaar op Groninger stedelijke munten', in: De Beeldenaar, 28 (2004), nr. 2, p. 63-72 (met J.C. van der Wis) (ook in: Fon jelde, p. 275-284)
- 'Repliek op het artikel van J.R.G. Schuur over de grafelijkheid in Westerlauwers Friesland van 1101 tot ca. 1130', in: It Beaken 66 (2004), p. 1-16 (ook in: Fon jelde, p. 127-135)
- 'Laat-middeleeuwse muntslag in Oostergo', in: De Beeldenaar 27 (2003) (met J.C. van der Wis) (ook in: Fon jelde, p. 245-251)
- 'De wereldlijke positie van de bisschop van Utrecht in Westerlauwers Friesland', in: It Beaken 65 (2003), p. 5-144 (ook in: Fon jelde, p. 191-206)
- 'De eerste optekening van de algemeen-Friese Keuren', in: It Beaken 64 (2002), p. 99-128 (ook in: Fon jelde, p. 97-126)
- 'Middeleeuws geldwezen van de Groninger Ommelanden. Uit een onderzoek naar de evolutie van de geldstandaard in middeleeuws Frisia', in: Historisch Jaarboek Groningen (2002), p. 23-41 (met J.C. van der Wis) (ook in: Fon jelde, p. 285-310)
- 'De grafelijkheid in Westerlauwers Friesland na de moord op Hendrik de Vette (1101-1138)', in: It Beaken 64 (2002), p. 61-78 (ook in: Fon jelde, p. 173-189)
- 'Geldwezen zonder centrale sturing', in:  Economisch-Statistische Berichten 86 (2001, nr. 4340), p. 986-987 (ook in: Fon jelde, p. 311-314)
- 'De herkomst van Saksische gravenrechten in Westerlauwers Friesland (ca.950-ca.1150)', in: It Beaken 63 (2001), p. 15-27 (ook in: Fon jelde, p. 159-168)
- 'Het probleem van de geldbedragen in de Lex Frisionum', in: Jaarboek voor Munt- en Penningkunde 88 (2001), p. 1-32 (ook in: Fon jelde, p. 47-70)
- 'Geldsoorten in de middeleeuwse Friese boeteregisters, in het bijzonder in het exemplaar van 'Druk' van Hemma Odda zin', in: It Beaken 62 (2000), p. 100-118 (ook in: Fon jelde, p. 253-276)
- 'The Evolution of the Money Standard in medieval Frisia. A treatise on the systems of money of account in the former Frisia (c.600 - c.1500)', in: Newsletter Dutch Network Institutional Economics, 4-3 (2000), ook in Newsletter European Association for Evolutionary Politica (2001) en Jahrbuch fuer Wirtschaftsgeschichte (2003) (Nederlands in: Fon jelde, p. 1-45)
- The Evolution of the Money Standard in medieval Frisia. A treatise on the systems of money of account in the former Frisia (c.600 - c.1500), (diss.) Groningen/Hilversum 2000
- 'Kantnijverheid te Leeuwarden in de 17de en 18de eeuw", in: De Vrije Fries 72 (1992), p. 75-87
- De Henstra's van Sytze Grealdsz. Genealogie van de nakomelingen van Sytze Grealdsz te Terhorne en van diens vermoedelijke voorouders en hun naaste verwanten, Noordlaren 1986
- 'Geldstromen en Bouwstromen in het Bergkwartier', in: H.M. Goudappel et al. (ed.), Tien jaren stadsherstel, Deventer 1978
- 'Economisch Verantwoord', in: Stichting Werkgroep Bergkwartier, Herstelplan Bergkwartier. Schets voor herleving van historische schoonheid, Deventer 1967
- De Carton- en Papierfabriek voorheen W.A. Scholten N.V. en de Nederlandse Strocartonindustrie. Gedenkboek bij 75-jarig jubileum, Groningen 1954 (samen met J. Sagel)